# Ringbuge
Ringbuge eller ringbugfamilien (Liparidae), også kendt som sneglefisk, er en familie af havlevende strålefinnede fisk.
Ringbuge er vidt udbredt i alle oceaner. Familien har mere end 30 slægter og omkring 410 beskrevne arter, og et antal ubeskrevne arter. Ringbuge kan findes fra lavt overfladevand til mere end 8.000 meters dybde, og arter af familien  er fundet i syv oceangrave.

## Taksonomi
Det videnskabelige navn Liparidae blev først foreslået af den amerikanske biolog Theodore Gill i 1861. Den 5. udgave af Fishes of the World klassificerer familien i overfamilien Cyclopteroidea, som er en del af underordenen Cottoidei i ordenen Scorpaeniformes (ulkefisk eller panserkindede fisk). Andre autoriteter anerkender ikke denne overfamilie og klassificerer de to familier inden for denne, Cyclopteridae (stenbiderfamilien) og Liparidae, i underordenen Cottales, inden for ordenen Perciformes (pigfinnefisk eller aborreordenen). En osteologisk analyse har fundet, at slægten Bathylutichthys var mellem Psychrolutidae (paddeulkefamilien) og de to familier, der udgør Cyclopteroidea, hvilket betyder, at disse to familier ikke ville blive støttet som en overfamilie inden for Cottoidei.

## Beskrivelse
Ringbuge har en haletudse-lignende krop og ligner i profil langhaler (Macrouridae). Deres hoveder er store i forhold til kroppen, og de har små øjne. Kroppen er slank og spidser til mod en meget lille hale. De udstrakte ryg- og gatfinner kan vokse sammen eller næsten vokse sammen med halefinnen. Ringbuge er skælløse med en tynd, løs geléagtig hud, der omgiver rygsøjlen, og kan variere i størrelse og form fra art til art. Det geléagtige lag har et højt vandindhold og et lavt protein-, lipid- og kulhydratindhold, og det kan derfor gøre det nemmere for fisken at vokse med en forholdsvist lille energiforbrug.  Nogle arter, såsom Acantholiparis opercularis, har også spidse pigge. Deres tænder er små og enkle med stumpe ender. Dybhavsarterne har fremtrædende, veludviklede sanseporer på hovedet, som er en del af dyrenes sidelinjesystem.
Brystfinnerne er store og er ringbugernes primære bevægelsesmiddel, selv om de er skrøbelige. Hos nogle arter, såsom den antarktiske Paraliparis devriesi, har brystfinnerne et udvidet sensorisk system, herunder smagsløg. Ringbuge er bentiske fisk med bugfinner modificeret til at danne en sugeskive; denne næsten cirkulære skive er dog fraværende hos nogle arter i slægterne Paraliparis og Nectoliparis. Forskning har vist en sammenhæng mellem den maksimale levedybde og tab af sugeskive hos visse arter. Baseret på fylogenetisk analyse er dette kendetegn gået tabt tre forskellige gange hos ringbuge. Det danske navn ringbug henviser til sugeskiven.
De varierer i størrelse fra Paraliparis australis på 5 cm til Polypera simushirae på ca. 77 cm i længden. Sidstnævnte art kan nå en vægt på 11 kg, men de fleste arter er mindre. Ringbuge er ikke af interesse for kommercielt fiskeri.

## Forekomst og levested
Ringbugens levesteder varierer meget. De findes i verdenshavene over hele verden, fra lavvandede tidevandszoner til dybder på over 8.000 m. Dette er et større dybdeområde end nogen anden fiskefamilie. Det er blevet konstateret, at de vandrer fra den abyssale til hadalzonen i løbet af deres levetid. De findes udelukkende i kolde farvande, hvilket betyder, at arter fra tropiske og subtropiske områder udelukkende er dybhavsarter.
De er almindelige i de fleste kolde havområder og er meget modstandsdygtige, idet nogle arter, såsom Liparis atlanticus og Liparus gibbus, har type 1 antifrost-proteiner. Det er den mest artsrige fiskefamilie i Antarktis, oftest i relativt stor dybde (de mindre dybe antarktiske farvande domineres antarktiske isfisk).
Den lille Liparis inquilinus fra det nordvestlige Atlanterhav er kendt for at leve sit liv inde i kappehulen hos kammuslingen Placopecten magellanicus. Liparis tunicatus lever i tangskovene i Beringstrædet og Saint Lawrence-bugten. Den eneste art i slægten Rhodichthys er endemisk i Norskehavet. Andre arter findes på mudder- eller siltbund på kontinentale skråninger.
I oktober 2008 opdagede et britisk-japansk hold en stime af Pseudoliparis amblystomopsis på ca. 7.700 m dybde i Japangraven. De var på det tidspunkt de dybeste levende fisk, der nogensinde var optaget på film. Rekorden blev slået af en ringbug, der blev filmet i en dybde på 8.145 m i december 2014 i Marianergraven, og yderligere i maj 2017, da en anden rinbug blev filmet i en dybde på 8.178 m i Marianergraven. Arten i disse rekorddybe optagelser er fortsat ubeskrevet. Den dybeste beskrevne art er Pseudoliparis swirei, også fra Marianergraven, som er blevet registreret til 8.076 m. I 2023 blev en ringbug filmet på 8.336 meters dybde syd for Japan.
Generelt er ringbuge (især slægterne Notoliparis og Pseudoliparis) den mest almindelige og dominerende fiskefamilie i hadalzonen. Gennem genomanalyse er det fundet, at Pseudoliparis swirei besidder flere molekylære tilpasninger til at overleve det intense tryk i et dybhavsmiljø, herunder tryktolerant brusk, trykstabile proteiner, øget aktivitet af transportproteiner, højere væskefylde i cellemembranen og tab af synet og andre visuelle egenskaber som f.eks. farve. Der er tegn på, at larverne af i hvert fald nogle hadal-ringbugarter tilbringer tid i åbent vand på relativt lav dybde, mindre end 1.000 m.

## Slægter og arter
Ringbugfamilien inddeles i disse slægter per 2020:
- Acantholiparis Gilbert & Burke, 1912
- Aetheliparis Stein, 2012[25]
- Allocareproctus Pitruk & Fedorov, 1993
- Careproctus Krøyer, 1862
- Crystallias Jordan & Snyder, 1902
- Crystallichthys Jordan & Gilbert, 1898
- Eknomoliparis Stein, Meléndez C. & Kong U., 1991
- Elassodiscus Gilbert & Burke, 1912
- Eutelichthys Tortonese, 1959
- Genioliparis Andriashev & Neyelov, 1976
- Gyrinichthys Gilbert, 1896
- Liparis Scopoli, 1777
- Lipariscus Gilbert, 1915
- Lopholiparis Orr, 2004
- Menziesichthys Nalbant & Mayer, 1971
- Nectoliparis Gilbert & Burke, 1912
- Notoliparis Andriashev, 1975
- Osteodiscus Stein, 1978
- Palmoliparis Balushkin, 1996
- Paraliparis Collett, 1879
- Polypera Burke, 1912
- Praematoliparis Andriashev, 2003
- Prognatholiparis Orr & Busby, 2001
- Psednos Barnard, 1927
- Pseudoliparis Andriashev, 1955
- Pseudonotoliparis Pitruk, 1991
- Rhinoliparis Gilbert, 1896
- Rhodichthys Collett, 1879
- Squaloliparis Pitruk & Fedorov, 1993
- Temnocora Burke, 1930
- Volodichthys Balushkin, 2012[26]

I danske farvande findes arterne:
- Spidshalet ringbug (Careproctus reinhardti)
- Finnebræmmet ringbug (Liparis liparis)
- Særfinnet ringbug (Liparis montagui).

De danske arter er små fisk på 10-15 cm.
- Acantholiparis opercularis
- Careproctus ovigerus (unge)
- Crystallichthys cyclospilus
- Elassodiscus tremebundus
- Liparis fabricii
- Nectoliparis pelagicus
- Paraliparis bathybius
- Rhodichthys regina
- Temnocora candida